# Jürgen Wörgötter
Jürgen Wörgötter (* 1967 in St. Johann in Tirol) ist ein Brigadier des österreichischen Bundesheeres.

## Militärische Laufbahn

### Ausbildung und erste Verwendungen
Jürgen Wörgötter trat 1985 in das Bundesheer ein. Anschließend besuchte er die Theresianische Militärakademie und musterte anschließend als Zugskommandant zum Landwehrstammregiment 13 in Güssing aus.
1991 wurde er Lehrzugskommandant im Akademikerbataillon an der Theresianischen Militärakademie.

### Dienst als Stabsoffizier
Von 1994 bis 1998 war er Kommandant der Stabskompanie und im Anschluss Lehroffizier Taktik im Institut 2 an der Theresianischen Militärakademie.
Von 2000 bis 2003 absolvierte er den 16. Generalstabslehrgang an der Landesverteidigungsakademie. Von 2010 bis 2013 war er der Kommandant des 19. Generalstabslehrganges.
2005 bis 2006 absolvierte er die französische Generalstabsausbildung.

### Dienst im Generalsrang
2013 bis 2018 war er Kommandant der 7. Jägerbrigade. Im Februar 2018 hat er die Führung des Institutes für Offiziersausbildung und die Aufgaben des Leiters des Fachhochschul-Bachelorstudienganges Militärische Führung übernommen. Seit 1. Juli 2023 ist er Chef des Stabes und stellvertretender Akademiekommandant an der Landesverteidigungsakademie in Wien. 

### Auslandseinsätze
- 1997 als S3-Offizier bei der Operation "ALBA" in Albanien[1]
- 2007/2008 als Kommandant des österreichischen Kontingentes im Kosovo[1]